# Sim Bhullar
Sim Bhullar (en pendjabi : ਸਿੰਘ ਭੁੱਲਰ), de son vrai nom Gursimran (ਗੁਰਸਿਮਰ) Bhullar, né le 2 décembre 1992 à North York en Ontario au Canada, est un joueur canadien de basket-ball.
Il est le premier joueur d'origine indienne à signer un contrat avec une équipe de la NBA.

## Biographie
Après deux ans de championnat NCAA avec les Aggies de New Mexico State, il n'est pas sélectionné lors de la Draft 2014 de la NBA. Il participe à NBA Summer League avec les Kings de Sacramento. Toutefois, il n'est pas conservé pour le début de la saison NBA 2014-2015.